# آشکاش (نبراسکا)
آشکاش(به انگلیسی: Oshkosh) شهری در ایالت نبراسکا کشور ایالات متحده آمریکا است که جمعیت آن در سرشماری سال ۲۰۱۰ میلادی، ۸۸۴ نفر بوده‌است.